# Karl Walter (Politiker, 1858)
Karl Walter (* 29. November 1858 in Unterdeufstetten; † 28. Mai 1930 in Ellwangen) war ein deutscher Jurist und Politiker der württembergischen Zentrumspartei.

## Leben und Beruf
Karl Walter besuchte die Lateinschule in Dinkelsbühl und das Gymnasium in Ellwangen. Von 1877 bis 1881 studierte er Jura an der Universität Tübingen und war Mitglied der KStV Alamannia Tübingen. Im Jahre 1881 bestand er die erste und im Jahre 1883 die zweite Staatsprüfung. Nach seinem Eintritt in den württembergischen Justizdienst betätigte er sich als Referendar und Richter an den Gerichten in Weinsberg und Ludwigsburg. Seit 1893 war Karl Walter Landrichter am Landgericht in Heilbronn, seit 1901 Landgerichtsrat am Landgericht in Ellwangen. Nach dem Ersten Weltkrieg amtierte Karl Walter als Landgerichtsdirektor an den Landgerichten in Heilbronn und Ellwangen und trat mit dem Ende des Jahres 1925 in den Ruhestand.

## Politische Betätigung
Als Mitglied des Zentrums besaß Walter von 1900 bis 1918 ein Mandat in der Abgeordnetenkammer des württembergischen Landtags in Stuttgart. Von 1919 bis 1920 war er Mitglied der Verfassunggebenden Landesversammlung des Volksstaates Württemberg  und von 1920 bis 1924 Präsident des württembergischen Landtags. Von 1924 bis 1930 war er vom Landtag gewähltes ordentliches Mitglied des württembergischen Staatsgerichtshofs. 

## Familiärer Hintergrund
Karl Walters Vater Franz Xaver Walter  (* 1821  † 1903) war Lehrer und verheiratet mit Katherina geborene Lamprecht  (* 1827  † 1863), welche neben Karl Walter noch weitere 16 Kinder gebar.  Aus Karl Walters seit 1885 bestehenden Ehe mit Mina geborene Sienz (* 1860) gingen drei Kinder hervor, darunter der Politiker Felix Walter, welcher Mitglied des Parlamentarischen Rats wurde. 